# اگرست پتیگوار (شهرداری)
اگرست پتیگوار (میکروریجیون) (به پرتغالی: Agreste Potiguar (microregion)) یک منطقهٔ مسکونی در برزیل است که در ریو گرانده شمالی واقع شده‌است.